# Crimen organizado judeoestadounidense
El Crimen organizado judeo-estadounidense, Mafia Kosher, Kosher nostra o Undzer Shtik (en yidish: אונדזער שטיק) es el término utilizado para designar a la mafia judía en Estados Unidos entre finales del siglo XIX y el siglo XX. Los últimos dos de estos términos son referencias directas a la italiana Cosa Nostra; el primero es un juego de palabras con la palabra kosher, que se refiere a las leyes dietéticas judías, mientras que el segundo es una traducción directa de la frase italiana Cosa Nostra (en italiano: ‘lo nuestro’) al yidish, que en ese momento era el idioma predominante de la diáspora en los Estados Unidos.
A fines del siglo XIX en la ciudad de Nueva York, George "Monk" Eastman (aunque no estuvo judío) operaba una poderosa pandilla judía que competía con los italianos e irlandeses, en particular con la Five Points Gang, por el control de los barrios obreros y los bajos fondos de la ciudad de Nueva York. Otra pandilla notoria fue la Pandilla de la Avenida Lenox, compuesta principalmente por miembros judíos y algunos miembros italianos (como Francesco Cirofisi).
A principios de la década de 1920, incentivados por las oportunidades económicas de los felices años veinte y luego por la prohibición, figuras del crimen organizado judío como Arnold Rothstein controlaban una amplia gama de empresas criminales, incluyendo contrabando, préstamos, juegos de azar y apuestas. Según el escritor sobre crimen Leo Katcher, Rothstein "transformó el crimen organizado de una actividad criminal de matones en un gran negocio, dirigido como una corporación, con él en la cima". Rothstein también  fue presuntamente responsable de arreglar las Series Mundiales de 1919. Al mismo tiempo, la mafia de contrabando judía conocida como The Purple Gang dominó los barrios bajos de Detroit durante la prohibición, mientras que The Bugs and Meyer Mob operaba en el Lower East Side de Nueva York antes de ser absorbido por Murder, Inc. y convertirse en asociados de la mafia italoestadounidense.
La pandilla mayoritariamente judío-estadounidense e italiano-estadounidense conocida como Murder, Inc. y mafiosos judíos como Meyer Lansky, Mickey Cohen, Harold "Hooky" Rothman, Dutch Schultz y Bugsy Siegel desarrollaron lazos estrechos y obtuvieron una influencia significativa dentro del la mafia italiana, y eventualmente formaron  el "Sindicato nacional del crimen". Los grupos criminales judíos e italianos se interconectaron cada vez más en las décadas de 1920 y 1930, ya que en esa época a menudo ocupaban los mismos barrios y estatus sociales. Ambos grupos delictivos se hicieron especialmente cercanos en la ciudad de Nueva York tras el establecimiento de la estrecha relación entre los socios Lucky Luciano y Meyer Lansky y la posterior eliminación de muchos de los llamados "Mustache Pete". Los Cohen de Los Ángeles y Las Vegas también fue parte notable de la mafia judía y de la mafia italoestadounidense. Décadas después, los mafiosos judío-estadounidenses continuarían trabajando estrechamente y, a veces, competirían con el crimen organizado italoestadounidense.

## Orígenes y características

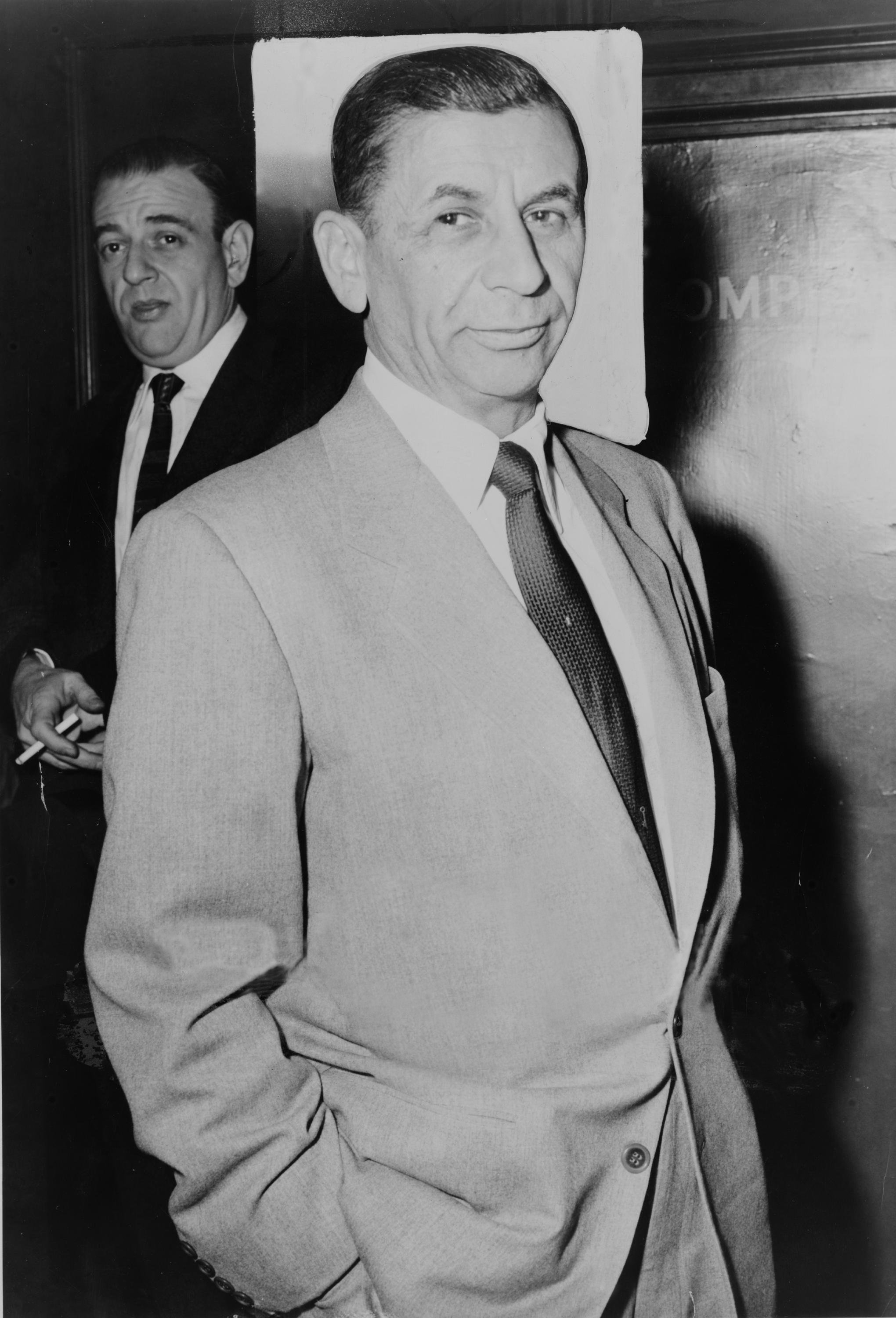
Meyer Lansky, el jefe más conocido de la mafia judía estadounidense.

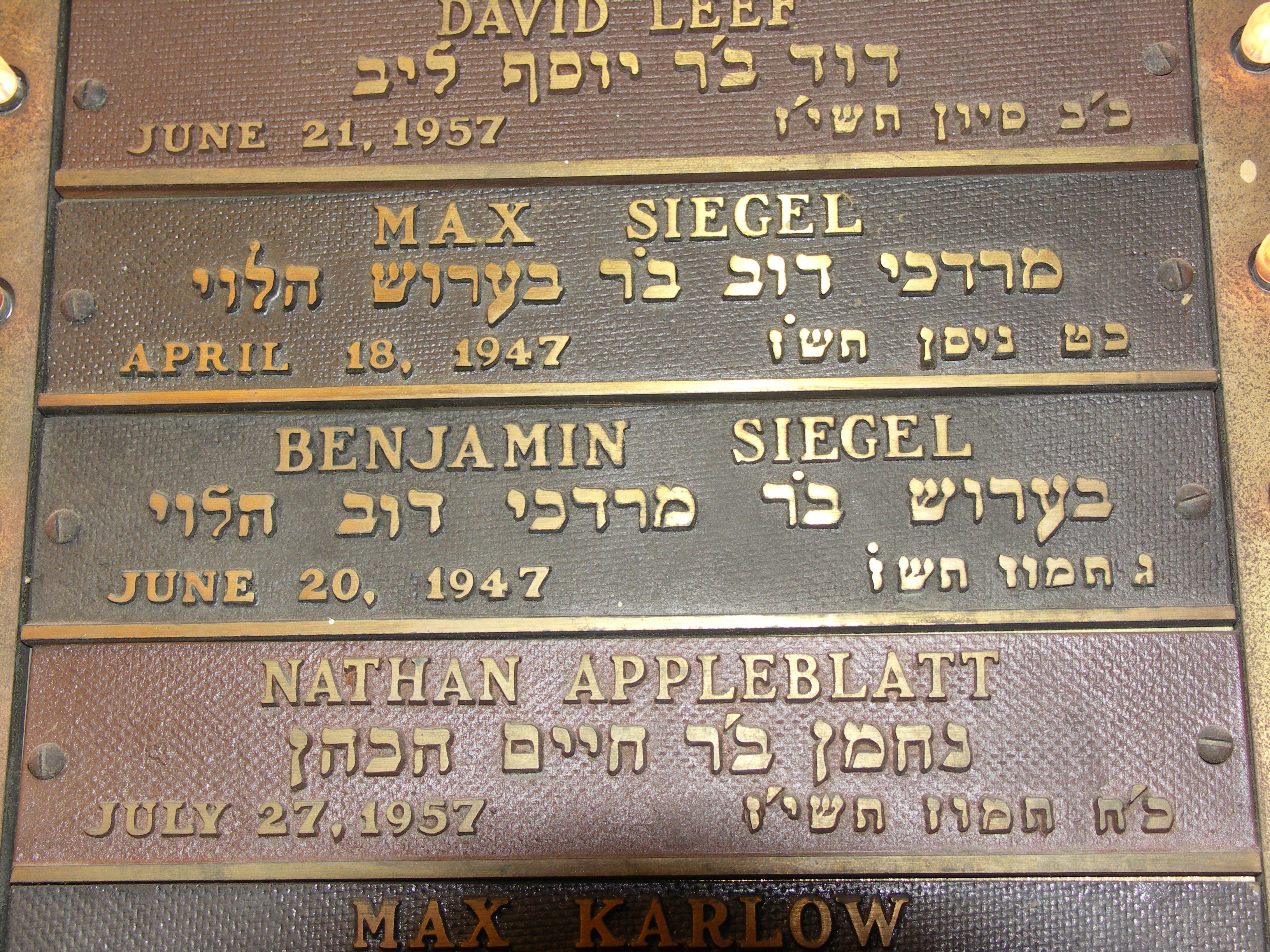
Placa memorial de la familia Siegel en la Sinagoga Bialystoker.

Los gánsteres judeo-estadounidenses estuvieron involucrados en muchas actividades criminales diferentes, incluidos asesinatos, extorsiones, contrabando, prostitución y narcotráfico. Su papel también fue significativo en el floreciente movimiento laboral de Nueva York, especialmente en los sindicatos de confección y camiones, así como en la industria avícola. El crimen organizado judío también  alimentó el antisemitismo y fue utilizado por antisemitas y simpatizantes contra la inmigración como argumentos para reforzar su agenda. Las pandillas judías controlaban partes del Lower East Side y Brownsville en la ciudad de Nueva York, y también estaban presentes en otras ciudades estadounidenses importantes. 
El crimen organizado judío-estadounidense fue un reflejo de la sucesión étnica entre los mafiosos, que ha tendido a seguir las olas de inmigrantes en los Estados Unidos: inglés, alemán, irlandés, judío, italiano, asiático y latino. La participación de un pequeño porcentaje de inmigrantes recientes en el crimen organizado creó un estereotipo duradero de inmigrantes que corrompen la moralidad de los estadounidenses nativos.
Aunque nunca recibieron el nivel de atención cultural de la mafia estadounidense, desde fines de la década de 1960, los gánsteres judios figurarían como personajes de la literatura judía estadounidense. Para algunos escritores, los gánsteres y boxeadores judíos en la era posterior a la Segunda Guerra Mundial fueron vistos como modelos literarios más duros y agresivos, liberando a la comunidad del estigma de la indefensión y la impotencia, en comparación con la agresividad física y la anarquía más asociadas con los irlandeses e inmigrantes italianos.
Según Rich Cohen:  "Si los gángsters judíos que todavía prosperan hoy, si no hubieran sido legítimos, si los judíos de mi la generación no los consideraron productos, criaturas para ser clasificadas con Pie Grande y Nessie, creo que la comunidad judía estaría mejor".

## Miembros notables
Arnold Rothstein, Meyer Lansky, Bugsy Siegel, Lepke Buchalter, Jacob Shapiro, Abner Zwillman, Waxey Gordon, Abe Reles, Mickey Cohen y Dutch Schultz